# 比勒古勒-比伦
比勒古勒-比伦（德語：Byhleguhre-Byhlen）是德国勃兰登堡州的市镇，隶属于达默-施普雷瓦尔德县。总面积为35.46平方千米，截至2023年12月31日总人口为767人。